# Черемисинов, Григорий Михайлович
Григо́рий Миха́йлович Череми́синов (1895—1980) — начальник Ленинградского Краснознамённого артиллерийско-технического училища (1940—1945) и Тульского оружейно-технического ордена Ленина училища имени Тульского пролетариата (1945—1949), генерал-майор артиллерии.

## Биография
Родился в деревне Круговая Чернского уезда Тульской губернии. Сын потомственного дворянина.  После окончания полного курса в Орловском Бахтина кадетском корпусе в 1912 году был зачислен в Павловское военное училище  юнкером рядового звания на правах вольноопределяющегося 1-го разряда. В стенах училища становился, последовательно, юнкером унтер-офицерского звания, младшим портупей-юнкером и старшим портупей-юнкером. Дважды удостаивался звания отличного стрелка – из револьвера и винтовки. При этом был награждён знаком «За отличную стрельбу из винтовок» 3-й степени. Также был «пожалован светлобронзовой медалью для ношения на груди на ленте белаго, желтаго и чернаго цветов в память 300-летия Царствования Дома Романовых» (формулировка послужного списка). 
Окончил училище 12 июля 1914 года и был направлен в 37-ю артиллерийскую бригаду. И уже через месяц, с началом 1-й мировой войны в августе 1914 года в составе 1-й батареи 37-й артиллерийской бригады выступил в военный поход. Его служба в войсках на фронте 1-й мировой войны заслуживает особого внимания и восхищения. За два года, с августа 1914-го по июнь 1916-го он будет удостоен пяти орденов. Это кажется невероятным, но, это факт, изложенный в Высочайших приказах по военному ведомству за соответствующие годы и отражённый в послужном списке подпоручика Г. М. Черемисинова. Первой боевой наградой, которой был удостоен 19-летний подпоручик Черемисинов, был орден Святой Анны 4-й степени с надписью «За храбрость» (12 ноября 1914 г.). Он получил её «за период боёв с 22 августа по 8 сентября 1914 года». За отличия, оказанные в делах против неприятеля «Высочайше пожалован»: орденом Святого Станислава 3-й степени с мечами и бантом (11 января 1915 г.), орденом Святой Анны 3-й степени с мечами и бантом (23 января 1915 г.), орденом Святого Станислава 2-й степени с мечами (29 мая 1915 г.), орденом Святой Анны 2-й степени с мечами (20 августа 1916 г.).  С марта 1915 г. по апрель 1916 г. находился в командировке при штабе 30-го армейского корпуса. В нём он состоял на должностях адъютанта командира корпуса, старшего адъютанта инспектора артиллерии корпуса, обер-офицера для поручений при управлении инспектора артиллерии корпуса. В апреле 1916 г. вернулся в 37-ю артиллерийскую бригаду с прикомандированием к управлению бригады, где вступил в должность адъютанта командира бригады. Затем был назначен штаб-офицером для поручений и адъютантом командующего 18-го армейского корпуса, в состав которого входила 37-я артиллерийская бригада. В октябре 1916 года был «произведен в поручики». Ктитор бригадной церкви.
«Последняя должность в старой армии: штаб-офицер для поручений с одновременным исполнением должности заведывающего разведкой и старшего адъютанта начальника пулемётной команды» (формулировка списка командного и административного состава 35-й стрелковой дивизии от 17 октября 1920 г.).
1 октября 1918 года вступил в Красную армию. Временно исполнял должность начальника штаба 35-й стрелковой дивизии, входившей в состав экспедиционного корпуса РККА в Монголии. Затем был назначен начальником артиллерии этой дивизии. А спустя некоторое время возглавил штаб всех экспедиционных сил. Участвовал в допросе захваченного в плен барона Унгерна. Деятельность Г. М. Черемисинова в годы Гражданской войны отмечена орденом Красного Знамени (РСФСР) и Почётным революционным оружием. Несколько позже, за участие в событиях 1919—1921 гг. в составе экспедиционных сил РККА на территории Монголии он будет награждён монгольским орденом Красного Знамени и монгольскими медалями: «50 лет Монгольской Народной Революции» и «50 лет Монгольской Народной Армии». Так правительство Монголии отметило его вклад в дело монгольской революции.
Период службы Черемисинова между войнами (Гражданской и Великой Отечественной) малоизвестен. Несомненно, что он окончил академию, скорее всего артиллерийскую, и служил на различных командных и руководящих должностях в войсках и штабах РККА. В 1940 году был назначен на должность начальника Ленинградского Краснознамённого артиллерийско-технического училища (ЛАТУ). Легендарным постановлением СНК СССР от 4.06.1940 № 945 ему, одному из первых в стране, было присвоено персональное воинское звание генерал-майор артиллерии.

Генерал-майор артиллерии
Г. М. Черемисинов, 1943 г.

 В июне 1941 г., через неделю после вероломного нападения фашистской Германии на СССР, убыл на Карельский перешеек и возглавил срочно сформированную Боевым распоряжением штаба Северного фронта  особую курсантскую бригаду. Задача особой курсантской бригады состояла в том, чтобы прикрыть переправы через реки Тайполен-Йоки и Вуокса и узлов дорог на Выборгском направлении. И эту боевую задачу особая курсантская бригада под командованием генерал-майора артиллерии Черемисинова успешно выполнила. Также на базе ЛАТУ в первые месяц войны под его руководством было сформировано ещё несколько воинских частей для фронта.

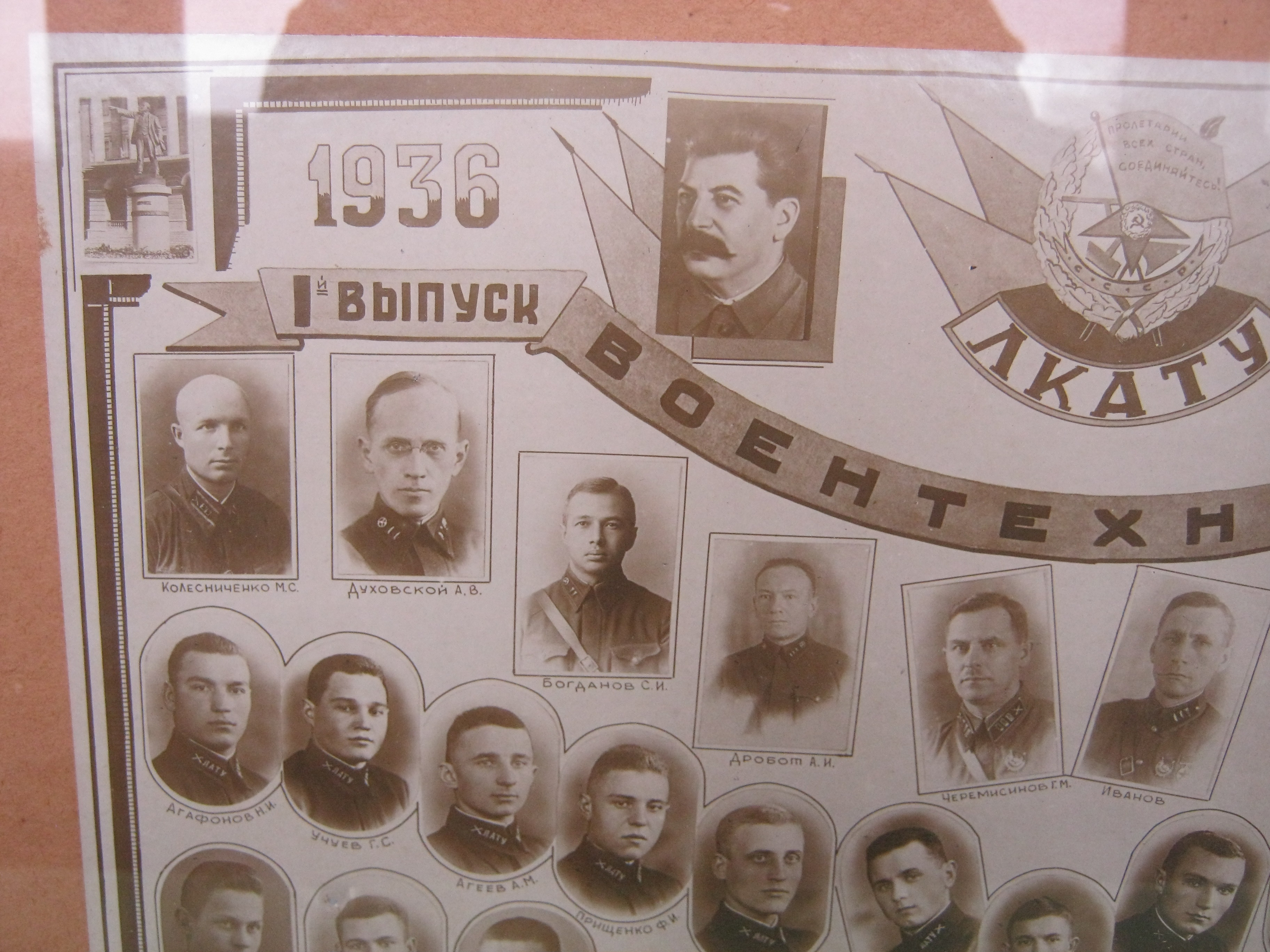

В феврале 1942 года Черемисинов вернулся в ЛАТУ, находившееся в эвакуации в Ижевске, и приступил к исполнению своих должностных обязанностей в должности начальника училища. 
В октябре 1945 года Черемисинов был назначен начальником Тульского оружейно-технического ордена Ленина училища имени Тульского пролетариата (ТОТУ). Училище в 1944 году вернулось из эвакуации и его командованию предстояло в кратчайшие сроки перейти к организации полноценного учебного процесса. При этом, необходимо было построить несколько учебных и жилых объектов на его территории. Полное обустройство требовалось и учебному центру ТОТУ, который за время эвакуации пришёл в значительное запустение. Умелый руководитель, опытный воспитатель и чуткий наставник Г. М. Черемисинов решил и эти задачи. В период его руководства училищем оно впервые стало принимать на учёбу граждан других государств — Монголии, Югославии, Венгрии.
В 1950 году Черемисинов вышел в отставку и поселился в Москве. Фронтовик, участник Великой Отечественной войны был востребован и в ветеранских, и в детско-юношеских патриотических организациях. Черемисинов скончался в декабре 1980 года в Москве.

## Награды
Награды Российской Империи:
- Орден Святой Анны 2 степени с мечами
- Орден Святого Станислава 2 степени с мечами
- Орден Святой Анны 3 степени с мечами и бантом
- Орден Святого Станислава 3 степени с мечами и бантом
- Орден Святой Анны 4 степени с надписью «За храбрость»
- Медаль «В память 300-летия царствования дома Романовых»

Советские государственные награды:
- Орден Ленина
- Три Ордена Красного Знамени
- Два Ордена Красной Звезды
- Медали:
  - Юбилейная медаль «XX лет Рабоче-Крестьянской Красной Армии»
  - Медаль «За оборону Ленинграда»
  - Медаль «За победу над Германией в Великой Отечественной войне 1941—1945 гг.»
  - Юбилейная медаль «Двадцать лет Победы в Великой Отечественной войне 1941—1945 гг.»
  - Юбилейная медаль «Тридцать лет Победы в Великой Отечественной войне 1941—1945 гг.»
  - Медаль «В память 250-летия Ленинграда»
  - Юбилейная медаль «30 лет Советской Армии и Флота»
  - Юбилейная медаль «50 лет Вооружённых Сил СССР»
  - Юбилейная медаль «60 лет Вооружённых Сил СССР»
  - Медаль «В ознаменование 100-летия со дня рождения Владимира Ильича Ленина»
  - Знак «25 лет победы в Великой Отечественной войне»
- Почётное революционное оружие

Иностранные награды: 
- Орден Красного Знамени (Монголия)
- Медали:
  - Медаль «50 лет Монгольской Народной Революции»
  - Медаль «50 лет Монгольской Народной Армии»